# 24 Hours of Daytona 2002
24 Hours of Daytona 2002 – 24-godzinny wyścig samochodowy na torze Daytona International Speedway w miejscowości Daytona Beach na Florydzie. Zawody odbyły się w dniach 2–3 lutego 2002.

## Wyniki wyścigu
Zwycięzcy w poszczególnych klasach - pogrubioną czcionką.
| Poz.   | Klasa  | Nr | Drużyna                         | Kierowcy                                                                | Okrążenia |
| ------ | ------ | -- | ------------------------------- | ----------------------------------------------------------------------- | --------- |
| 1      | SRP    | 7  | Doran Lista Racing              | Didier Theys Fredy Lienhard Max Papis Mauro Baldi                       | 716       |
| 2      | SRP    | 36 | Jim Matthews Racing             | Guy Smith Scott Sharp Robby Gordon Jim Matthews                         | 710       |
| 3      | SRP II | 8  | Rand Racing/Risi Competizione   | Anthony Lazzaro Bill Rand Terry Borcheller Ralf Kelleners               | 695       |
| 4      | SRP    | 38 | Champion Racing                 | Andy Wallace Sascha Maassen Hurley Haywood Lucas Luhr                   | 681       |
| 5      | GTS    | 3  | Rocketsports Racing             | Paul Gentilozzi Scott Pruett Michael Lauer Brian Simo                   | 675       |
| 6      | SRP II | 22 | Archangel Motorsport Services   | Chad Block Steven Knight Brian DeVries Mel Hawkins                      | 670       |
| 7      | GT     | 66 | The Racer's Group               | Kevin Buckler Michael Schrom Jörg Bergmeister Timo Bernhard             | 669       |
| 8      | GTS    | 77 | Larbre Compétition              | Christophe Bouchut Patrice Goueslard Jean-Luc Chéreau Carl Rosenblad    | 665       |
| 9      | GT     | 44 | Orbit Racing                    | Gary Schultheis Tony Kester Sylvain Tremblay Selby Wellman              | 664       |
| 10     | GT     | 86 | Freisinger Motorsport           | Ni Amorim Romain Dumas Stéphane Ortelli Hans Fertl                      | 661       |
| 11     | GT     | 68 | The Racer's Group               | Robert Nearn Robert Nagel B.J. Zacharias Larry Schumacher               | 657       |
| 12     | SRP    | 63 | Downing/Atlanta                 | Charlie Nearburg Chris Ronson John Lloyd Jim Downing                    | 654       |
| 13     | GT     | 24 | Perspective Racing              | João Barbosa Michel Neugarten Thierry Perrier                           | 653       |
| 14     | GT     | 40 | Alegra Motorsports/901 Shop     | Brady Refenning Catersby Jones Jake Vargo Carlos de Quesada             | 649       |
| 15     | GT     | 43 | Orbit Racing                    | Peter Baron Kyle Petty Mike Borkowski Leo Hindery                       | 641       |
| 16     | GT     | 57 | Seikel Motorsport               | Hugh Plumb Tony Burgess Philip Collin David Shep                        | 641       |
| 17     | GTS    | 31 | Konrad Motorsport               | Charles Slater Toni Seiler Martin Short Gunnar Jeannette                | 634       |
| 18     | GT     | 67 | The Racer's Group               | Jim Michaelian Ludovico Manfredi Paul Daniels Matt Talbert              | 618       |
| 19     | GT     | 35 | ZIP Racing                      | Gerry Green Richard Valentine Jim Walsh Rick Dilorio                    | 608       |
| 20     | GT     | 04 | Marcos Racing International USA | Stéphane de Groodt Peter Van der Kolk Pim van Riet Cougar Jacobsen      | 598       |
| 21     | GT     | 72 | Jack Lewis Enterprises          | David Murry Jack Lewis Keith Fisher Tom McGlynn                         | 592       |
| 22     | AGT    | 09 | Flis Racing                     | Craig Conway Doug Goad Andy Pilgrim Mike Ciasulli                       | 591       |
| 23 DNF | SRP    | 37 | Intersport Racing               | Jon Field Duncan Dayton Mike Durand Rick Sutherland                     | 590       |
| 24     | GT     | 85 | Freisinger Motorsport           | Robert Orcutt Ross Bleustein Rob Croydon Philippe Haezebrouck           | 579       |
| 25     | GT     | 33 | Scuderia Ferrari of Washington  | Cort Wagner Bill Auberlen Constantino Bertuzzi Derrike Cope             | 572       |
| 26     | GT     | 98 | MAC Racing                      | Pierre Bes Marco Saviozzi Kurt Thiel David Terrien                      | 569       |
| 27 DNF | GT     | 96 | Mastercar SRL                   | Andrea Montermini Vincenzo Polli Franco Bertoli Sergey Zlobin           | 551       |
| 28     | GT     | 10 | Genesis                         | Todd Snyder Rick Fairbanks Nick Longhi Emil Assentato                   | 547       |
| 29     | SRP II | 62 | Team Spencer Motorsports        | Dennis Spencer Barry Waddell Ryan Hampton Rich Grupp                    | 533       |
| 30     | GTS    | 42 | Team Greeneman                  | Tommy Byrne Pete Peterson Stephen Earle Richard Millman                 | 510       |
| 31     | GT     | 73 | Team Eurotech                   | Mike Jordan Mark Sumpter Graeme Langford David Warnock                  | 503       |
| 32 DNF | GTS    | 00 | Bytzek Motorsports              | David Empringham Klaus Bytzek Richard Spenard James Holtom              | 499       |
| 33 DNF | AGT    | 46 | Morgan-Dollar Motorsports       | Charles Morgan Rob Morgan Andrew Richards Stephen Richards              | 493       |
| 34     | SRP    | 87 | Sezio Florida Racing Team       | Patrice Roussel Georges Forgeois Edouard Sezionale John Mirro           | 492       |
| 35 DNF | SRP    | 30 | Intersport Racing               | Joel Field Larry Oberto Mark Neuhaus Clint Field                        | 462       |
| 36 DNF | SRP    | 13 | Risi Competizione               | Eric van de Poele David Brabham Stefan Johansson                        | 455       |
| 37     | GTS    | 4  | Brookspeed Racing               | Grahame Bryant Norman Goldrich David Gooding Kari Maenpaa               | 434       |
| 38 DNF | SRP    | 49 | Team Ascari                     | Werner Lupberger Timothy Bell Harri Toivonen                            | 429       |
| 39     | GTS    | 83 | Graham Nash Motorsport          | Ian McKellar Thomas Erdos Ron Johnson Bobby Verdon-Roe                  | 428       |
| 40 DNF | AGT    | 82 | Dick Greer Racing-Wendy's       | Dick Greer Jack Willes Terry Linger John Finger                         | 424       |
| 41 DNF | GT     | 56 | Seikel Motorsport               | Luca Drudi Gabrio Rosa Fabio Rosa Alex Caffi                            | 420       |
| 42 DNF | GTS    | 7  | RWS Motorsport                  | Luca Riccitelli Dieter Quester Vincent Vosse Boris Said                 | 404       |
| 43     | GTS    | 51 | Park Place Racing/Team Seattle  | Chris Bingham Peter MacLeod Wade Gaughran Vic Rice                      | 392       |
| 44 DNF | SRP    | 20 | Dyson Racing Team               | Elliot Forbes-Robinson Rob Dyson Chris Dyson Dorsey Schroeder           | 379       |
| 45 DNF | GT     | 92 | Swiss GT Racing                 | Mauro Casadei Raffaele Sangiuolo Derek Clark Jay Wilton                 | 352       |
| 46 DNF | SRP    | 2  | Crawford Racing                 | Jan Lammers Johnny Mowlem Tony Stewart                                  | 346       |
| 47 DNF | GT     | 79 | J3 Racing                       | Mike Fitzgerald Justin Jackson Manuel Matos Marino Franchitti           | 343       |
| 48 DNF | GT     | 9  | RWS Motorsport                  | Horst Felbermayr Horst Felbermayr Jr. Paul Knapfield André Ahrlé        | 335       |
| 49 DNF | GTS    | 08 | Marcos Racing International     | Cor Euser Calum Lockie Duncan Huisman                                   | 330       |
| 50 DNF | GTS    | 53 | Park Place Racing/Team Seattle  | Ross Bentley Bruno Lambert Don Kitch Jr. Dave Gaylord                   | 311       |
| 51 DNF | GT     | 39 | Autosport Race Team             | Tom Papadopoulos David Friedman Matt Plumb                              | 301       |
| 52 DNF | GTS    | 12 | K&N Filters Racing              | R. K. Smith Rodney Mall Joey Scarallo Doug Dwyer                        | 294       |
| 53 DNF | AGT    | 19 | ACP Motorsports                 | Kerry Hitt Jim Briody Owen Trinkler Shane Lewis Jim Ludwik              | 287       |
| 54 DNF | SRP II | 21 | Archangel Motorsport Services   | Jeff Clinton Larry Connor Jeff Tillman Curtis Francois                  | 285       |
| 55 DNF | GT     | 99 | Cirtek Motorsport               | Rob Wilson Martyn Konig Paul Dawson Pete Hannen                         | 284       |
| 56 DNF | AGT    | 91 | Paladin Racing                  | Bill Beilharz Steve Lisa Paul Jenkins                                   | 275       |
| 57 DNF | SRP    | 16 | Dyson Racing Team               | James Weaver Butch Leitzinger Oliver Gavin                              | 265       |
| 58 DNF | GT     | 54 | Bell Motorsports                | Brian Cunningham Alan van der Merwe Andy Petery Ron Atapattu            | 246       |
| 59 DNF | AGT    | 60 | Xtreme Racing Group             | Anthony Puleo Robert Dubler Ernst Gschwender Hans Hauser                | 232       |
| 60     | GT     | 18 | Boston Motorsports Group        | Dilantha Malagamuwa Scott Deware Charles Lamb Martin Short              | 224       |
| 61 DNF | GT     | 03 | Marcos Racing International USA | Martin Shuster Larry Baisden John Annis Toto Lassally                   | 219       |
| 62 DNF | SRP    | 95 | TRV Motorsport                  | Jeret Schroeder Tom Volk John Macaluso John Schneider                   | 216       |
| 63 DNF | AGT    | 29 | Sky Blue Racing                 | Irv Hoerr Woodson Duncan Jack Busch Darin Brassfield                    | 196       |
| 64 DNF | GT     | 84 | Graham Nash Motorsport          | Tom Herridge Mike Newton Chris Ellis Marco Attard                       | 184       |
| 65 DNF | SRP    | 74 | Robinson Racing                 | Jack Baldwin Wally Dallenbach Jr. George Robinson Mark Simo             | 170       |
| 66 DNF | SRP II | 89 | Porschehaus Racing              | Robert Julian Lynn Wilson Mayo T. Smith Adam Merzon                     | 164       |
| 67     | SRP    | 78 | Sezio Florida Racing Team       | Yannick Roussel John Mirro Jon Krolowicz François O'Born Anthony Kumpen | 160       |
| 68 DNF | GTS    | 45 | American Viper Racing           | Mike Hezemans Simon Gregg Stefano Zonca Marc Bunting                    | 132       |
| 69 DNF | AGT    | 90 | Flis Racing                     | Kevin Harvick Rick Carelli John Metcalf Dave Liniger                    | 123       |
| 70 DNF | SRP    | 23 | Team Ascari                     | Ben Collins Klaas Zwart Christian Vann                                  | 116       |
| 71 DNF | SRP II | 07 | G&W Motorsports                 | Darren Law Steve Marshall Armando Trentini Cort Wagner                  | 107       |
| 72 DNF | GT     | 50 | AASCO/Boduck Racing             | Craig Stanton Andy Hajducky Takashi Suzuki Javier Quiros                | 54        |
| 73 DNF | GT     | 34 | ZIP Racing                      | Spencer Pumpelly Steven Ivankovich Randy Pobst Kimberly Hiskey          | 15        |
| 74 DNF | SRP    | 06 | Jacobs Motorsports              | Ian James Michael Jacobs John Paul Jr. Travis Duder Michael DeFontes    | 0         |